# Куаньчэн-Маньчжурский автономный уезд
Куаньчэ́н-Маньчжу́рский автономный уезд (кит. упр. 宽城满族自治县, пиньинь Kuānchéng Mǎnzú Zìzhìxiàn, маньчж. ᡴᡠᠸᠠᠨᠴᡝᠩ
 ᠮᠠᠨᠵᡠ ᠪᡝᠶᡝ
 ᡩᠠᠰᠠᠩᡤᠠ ᠰᡳᠶᠠᠨ) — автономный уезд городского округа Чэндэ провинции Хэбэй (КНР). Название «Куаньчэн» означает «город, стоящий на реке Куаньхэ».

## История
Уезд Куаньчэн (宽城县) был в 1962 году выделен из уезда Цинлун и вошёл в состав Специального район Чэндэ (承德专区) провинции Хэбэй (впоследствии переименованного в Округ Чэндэ). В 1989 году уезд Куаньчэн был преобразован в Куаньчэн-Маньчжурский автономный уезд. В июле 1993 года округ Чэндэ и город Чэндэ были объединены в Городской округ Чэндэ.

## Административное деление
Куаньчэн-Маньчжурский автономный уезд делится на 8 посёлков и 10 волостей.